# الیزابت گوستافسون
الیزابت گوستافسون (انگلیسی: Elisabet Gustafson؛ زادهٔ ۲ مهٔ ۱۹۶۴) ورزشکار کرلینگ اهل سوئد است.